# John Bourchier, 1. Baron Berners

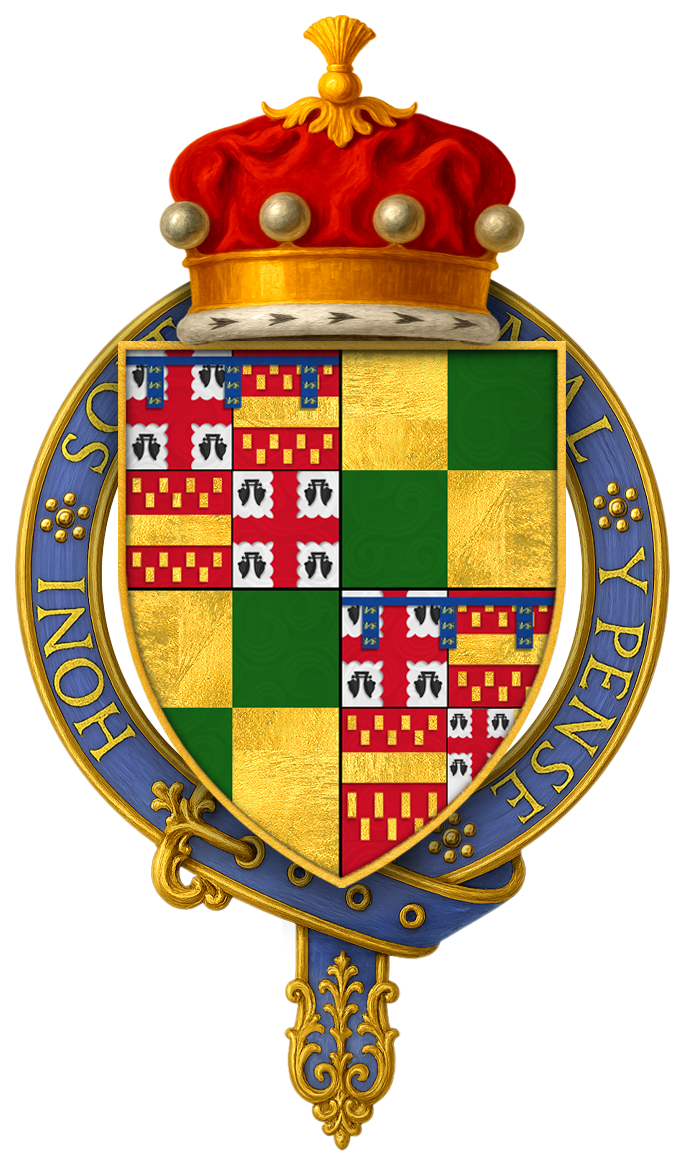
Wappen des John Bourchier, 1. Baron Berners

John Bourchier, 1. Baron Berners KG (* um 1415; † 1474) war ein englischer Peer.

## Herkunft und familiäres Umfeld
John Bourchier stammte väterlicherseits aus dem anglo-normannischen Adel, mütterlicherseits aus dem englischen Königshaus der Plantagenets. Er wurde als vierter Sohn des englischen Ritters Sir William Bourchier (1374–1420) geboren, der 1419 mit der Grafschaft Eu in der Normandie belehnt wurde, die zu jener Zeit von den Engländern besetzt war. Sein Vater war ein Enkel des 1. Baron Bourchier. Seine Mutter war Anne of Gloucester, eine Tochter von Thomas of Woodstock, 1. Duke of Gloucester, der seinerseits der sechste Sohn des Königs Eduard III. war, und von Eleanor de Bohun. Johns Bruder war Thomas Bourchier, der Erzbischof von Canterbury, Kardinal und Lordkanzler von England war.

## Leben
John Bourchier wurde am 19. Mai 1425 von seinem Onkel John of Lancaster, 1. Duke of Bedford, in Leicester zum Knight Bachelor geschlagen. Wohl auch wegen seiner Verwandtschaft mit dem Königshaus wurde er am 16. Mai 1455 durch einen Writ of Summons in das House of Lords berufen (als Johanni Bourghchier de Berners) und erhielt dadurch die erbliche Würde eines Baron Berners. 1459 wurde er als Knight Companion in den Hosenbandorden aufgenommen. Vom 17. Dezember 1451 bis 1474 war er Constable of Windsor Castle.
Er starb 1474. Er war mit Margerie, Tochter und Erbin des Sir Richard Berners, verheiratet. Da sein älterer Sohn Sir Humphrey Bourchier bereits 1471 in der Schlacht von Barnet gefallen war, wurde John Bourchier von seinem Enkel John Bourchier als 2. Baron Berners beerbt. Sein jüngerer Sohn war Sir Thomas Bourchier of Horsley.